# Eva Stories
Eva Stories — вебсеріал, що зняли на основі щоденників єврейської дівчинки Єви Хейман, яку вбили в газовій камері під час Другої світової війни. Фільм розмістили в акаунті «eva.stories» в Instagram у форматі Stories. Автором серіалу є ізральський бізнесмен Маті Кохаві та його дочка Майя. Проєкт запустили 1 травня 2019 року задля вшанування пам'яті жертв Голокосту.

## Створення серіалу
Зйомки серіалу відбулися у Львові та тривали протягом 9 днів. У них брало участь близько 400 акторів. Роль 13-річної дівчинки зіграла британська акторка Міа Куіні.
Сюжет фільму побудований на основі інстаграм-сториз, які головна героїня знімала на смартфон. У них дівчинка розповідає про своє життя в часи, коли німецька влада захопила Угорщину. Тому під час зйомок вулиці Львова відображали угорське місто.
Відео сториз записані англійською мовою, але супроводжуються субтитрами івритом.